# Mãe Mirinha do Portão
Altamira Maria Conceição Souza (Lauro de Freitas, 21 de dezembro de 1924 — Salvador, 18 de fevereiro de 1989), comumente conhecida como Mãe Mirinha do Portão ou Mameto Mirinha, foi uma importante candomblecista do Candomblé Banto da Bahia que serviu como mameto-de-inquice (equivalente à ialorixá do Candomblé Queto) e fundadora do Terreiro São Jorge Filho da Gomeia (Terreiro do Portão) localizado em Lauro de Freitas, Bahia. É amplamente conhecida por seu engajamento político em prol de sua comunidade, conseguindo com isso inúmeras melhorias na infraestrutura de Portão. Também é nacionalmente conhecida pelas várias premonições que fez, inclusive de eventos políticos.

## Biografia
Altamira nasceu em 21 de dezembro de 1924 na Fazenda Portão, que deu nome ao bairro homônimo, em Santo Amaro de Ipatinga, em Lauro de Freitas, na Bahia. Em 17 de outubro de 1937, aos 12 anos, quando residia com a sua madrinha em Salvador, foi iniciada no Candomblé Banto pelo tata-de-inquice (equivalente ao babalorixá do Candomblé Queto) Joãozinho da Gomeia, e o seu inquice de predileção era Mutalombô, com Bamburucema sendo a segunda. Em seu barco de muzenza[b] estiveram presentes 19 pessoas, um número ainda hoje inédito, de acordo com Tata Anselmo Santos. Em 23 de abril de 1948, aos 23 anos, fundou o Terreiro de São Jorge Filho da Gomeia, em Portão, que desde 15 de abril de 2004 foi tombado como Patrimônio Cultural do estado da Bahia, através do Instituto do Patrimônio Artístico e Cultural (IPAC). Em 1958, se casou com Jarson da Costa Souza, que é popularmente designado Garrincha, com quem teve uma filha de nome Gildete dos Santos Neves.
A frente de seu terreiro como mameto-de-inquice (equivalente à ialorixá do Candomblé Queto), Altamira envolveu-se ativamente na política em prol de benefícios a sua comunidade no Portão, conseguindo em sua luta assegurar transporte público regular, a criação de postos de saúde, a construção do Hospital Geral Menandro de Faria e ações de segurança alimentar. Foi muito procurada por turistas e pelos baianos que buscavam suas previsões através do jogo de búzios. Tamanho era o reconhecimento das premonições que a cada Ano Novo as fazia publicamente, embora optasse por evitar assuntos políticos. Numa destas, previu que o candidato à presidência Tancredo Neves venceria o pleito, mas não assumiria.
Na condição de mameto, iniciou inúmeros filhos de santo de vários estados do Brasil, e mesmo no estrangeiro, em Nova Iorque, nos Estados Unidos. Entre eles está Toninho de Obaluaiê, que reside no Rio de Janeiro. Era amiga íntima do romancista baiano Jorge Amado e esteve presente em duas adaptações cinematográficas da obra dele, a saber: Os Pastores da Noite (1975) e Tenda dos Milagres (1977).  Desde 1988, sua saúde deteriorou e Altamira precisou internar-se constantemente em hospitais de Salvador. No dia 17/18 de fevereiro de 1989,[a] faleceu, em decorrência de um linfoma, no Hospital Geral Roberto Santos, em Salvador. Seu corpo foi transladado à comunidade onde viveu e foi sepultado no Cemitério de Portão, como era seu desejo. Com sua morte, o terreiro celebrou durante uma semana o Axexê, ou ritual de passagem. Uma vez que sua filha única Gildete não pertencia ao candomblé, o terreiro passou aos cuidados de sua neta, Maria das Graças Neves da Silva, a Mãe Pequena. Dois dias depois do óbito, o seu marido Jarson, com quem não mantinha relação marital há 10 anos, entrou na justiça para obter a posse do terreiro. A sucessora de Altamira na função de mameto-de-inquice foi a sua filha de santo Valdete dos Santos. Depois, quem assumiu e ainda administra o terreiro é Maria Lúcia Santana Neves, a Mãe Lúcia ou Mameto Camurici, que é uma das sete filhas de Gildete, filha da religiosa.
Um de seus filhos de santo, Tata Anselmo Santos, fundou nove anos após seu falecimento o Terreiro Mocambo, em Salvador, que desde 2017 também foi tombado pelo Instituto do Patrimônio Artístico e Cultural. Nele, em alusão à mameto, reverenciam o inquice Mutalombô, que possui festa própria. Em 2001, foi lançado um cartão postal no qual estava estampado seu rosto. Em sua homenagem, foram criados o Museu Comunitário Mãe Mirinha de Portão (2005) e a Biblioteca Comunitária Mãe Mirinha de Portão (2011),  que são administradas pelo terreiro. O Terminal Turístico do Portão também leva formalmente o nome da mameto. Em 2012, o projeto cultural Afro Bancoma realizou uma exposição especial que narrou a trajetória de Mirinha.

## Avaliação
Segundo o Instituto do Patrimônio Artístico e Cultural, Altamira traduz "um modelo íntegro de preservação da sua origem Congolesa". Por sua vez, segundo Lúcia Neves, que destaca o pioneirismo da falecida nos anos 1950, "Mãe Mirinha era enfermeira parteira, agência de emprego, guia espiritual, era também a ‘voinha’ de todas as crianças da época da minha infância [...] Não tinha medo de ir buscar benefícios para o seu povo, tinha orgulho de suas vestes e indumentárias [...] Saía vestida com suas joias, seu pano de cabeça bem gomado, ia até o gabinete do governador, em Salvador e só saía depois de ser atendida". Uma reportagem da revista Vilas Magazine a classifica como uma das mametos-de-inquice mais importantes de seu estado.
Altamira, por ocasião do II Conferência Mundial da Tradição Orixá e Cultura, realizada em Salvador entre 17 e 23 de julho de 1983, opôs-se ao manifesto assinado por inúmeros candomblecistas da capital condenando o sincretismo religioso que historicamente correlacionou as divindades do candomblé com santos do catolicismo. Em entrevista cedida ao jornal A Tarde naquele ano, teria dito: Foi assim que conheci o candomblé (...) Santa Bárbara será sempre Iansã; São Jerônimo, Xangô; São Jorge, Oxóssi e Santo Antônio, Ogum." 